# Quae Ad Nos
Quae ad nos est une encyclique de Léon XIII. Donnée le 22 novembre 1902, elle porte sur l'Église en Bohême et Moravie.
L'encyclique est adressée au cardinal Lev Skrbenský z Hříště, archevêque de Prague et aux autres archevêques et évêques en Bohême et Moravie. Le pape Léon XIII critique les changements dans l'Église catholique de Bohême et de Moravie, l'apostasie et les cérémonies religieuses. Il demande une conférence épiscopale dirigée par le cardinal Skrbenský et exprime le désir de rechercher avec la participation de tout le clergé, une solution commune pour la défense de la foi.